# 6e régiment de dragons légers (Autriche)
Pour les articles homonymes, voir 6e régiment.
Ne doit pas être confondu avec 6e régiment de dragons autrichiens ou 6e régiment de dragons austro-hongrois.
Le 6e régiment de dragons légers « prince de Saxe-Cobourg-Saafeld » est une unité de l'armée de la monarchie de Habsbourg. Cette unité est créée en 1683 par Ludwig von Herbeville (de) et est dissoute en 1801.

## Création et différentes dénominations
Le régiment est désigné par le nom de son colonel :
- 1683 : formation du régiment de dragons d'Herbeville (Dragoner-Regiment Herbeville)[1]
- 1709 : devient régiment de dragons Tollet[1]
- 1739 : devient régiment de dragons Römer[1]
- 1741 : devient régiment de dragons Philibert[1],[2]
- 1753 : devient régiment de dragons Kolowrat-Krakowsky (de) (ou Kollowrat)[2]
- 1769 : devient régiment de dragons Saxe-Cobourg-Saalfeld (ou Saxe-Gotha)[1],[2]
- 1798 : devient 6e régiment de dragons légers Saxe-Cobourg-Saalfeld (ou Cobourg)[1],[3]
- 1801 : dissous[1],[3]

## Historique
En 1741, lors de la bataille de Mollwitz, le colonel du régiment, Karl Joachim von Römer, charge à la tête de son unité, chose rare à l'époque, et est tué.

## Uniforme
Au milieu du XVIIIe siècle, le régiment porte un uniforme avec veste bleue foncée à revers et parements rouge (couleur distinctive), gilet et hauts-de-chausses rouges et boutons blancs. En 1798, le régiment reçoit l'uniforme vert foncé communs aux dragons légers, avec couleur distinctive gris de lin et boutons blancs.